# حيز لفافي
الحيز (بالإنجليزية: Compartment)‏ (في علم التشريح) هو فضاء، غالباً ما يكون مُحاطاً باللفافات (حيز لفافي)، أو قد يكون مُحاطاً بالعظام مثل اللفافة العضدية (بالإنجليزية: Brachial fascia)‏.
يختلف الحيز التشريحي عن الحيز في علم حركية الدواء والذي يُعرف بأنه حجم سوائل الجسم.
تٌقسَّم أطراف جسم الإنسان إلى أطراف علوية وأطراف سفلية، وتٌقسَّم الأطراف العلوية إلى قطع مثل الذراع والساعد، والأطراف السفلية إلى فخذ وساق. إذا قطعنا هذه القطع عرضياً، يظهر إنهم مقسمون إلى العديد من الأقسام. وهذه الأقسام هي الأحياز اللفافية التي تتكون من نسيج ضام حاجز متين.
ويكون لهذه الأحياز عادة إمداد دموي وعصبي منفصل عن ما يحيط بها، ولكن العضلات في كل حيز تُمد غالباً بنفس العصب.

## الأهمية السريرية

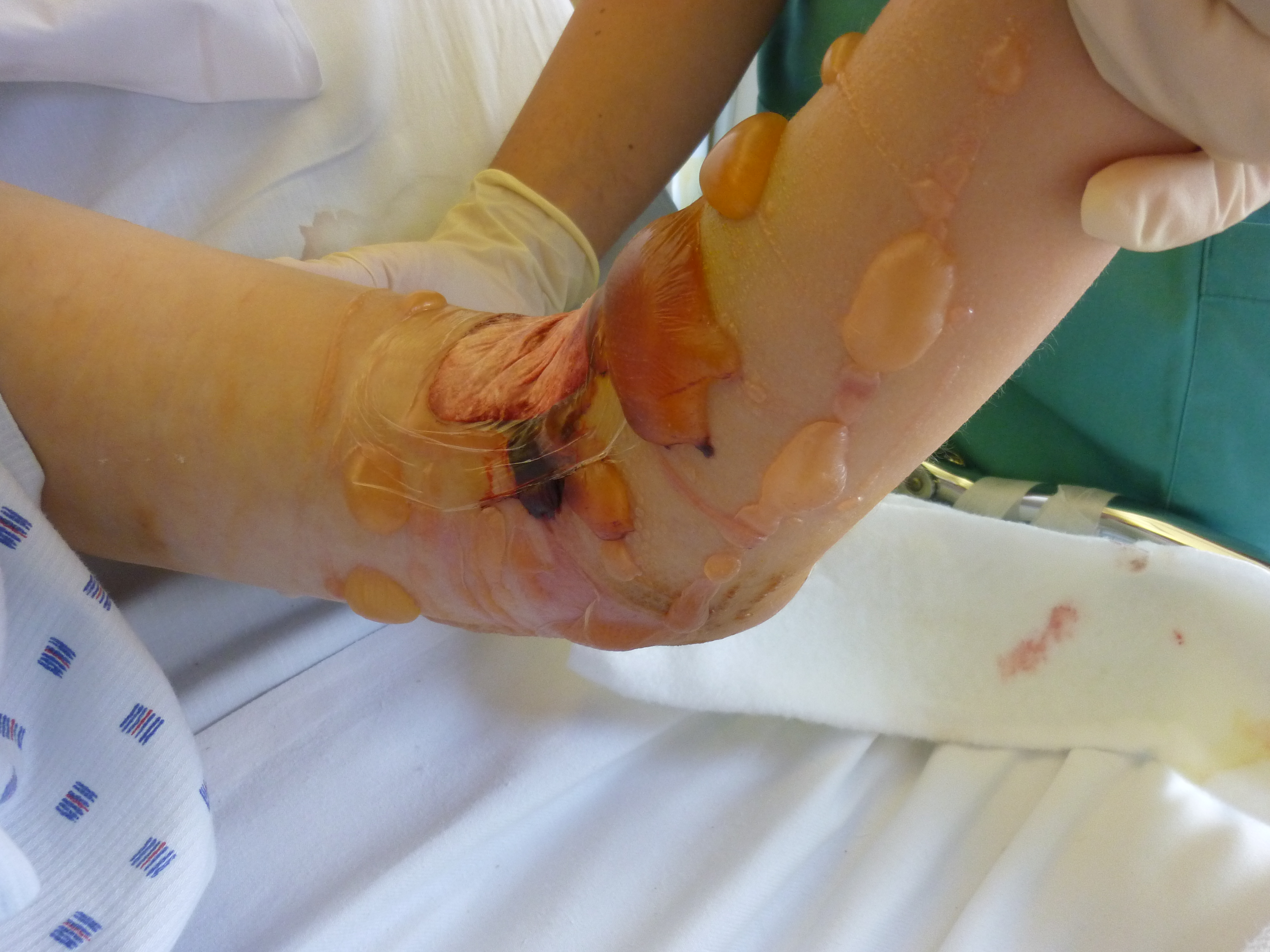
متلازمة حيِّز حادة في ذراع الطفل، مع تشكيل نفطة (blister).

متلازمة الحيِّز (بالإنجليزية: Compartment syndrome)‏ هي مشكلة طبية حادة تحدث بعد التعرض لإصابة أو بعد إجراء عملية جراحية بسبب زيادة الضغط داخل الحيز تكون عادة بسبب حدوثالتهاب.